# Eay Simay
Eay Simay (ur. 5 marca 1981) – laotański niepełnosprawny sztangista, medalista paraolimpijski. Jedyny Laotańczyk, który zdobył medal na igrzyskach olimpijskich lub paraolimpijskich.
Simay ma uszkodzony rdzeń kręgowy – jest to efekt przebytej przez niego choroby Heinego-Medina. Z zawodu jest mechanikiem. Żonaty z Taing, z którą ma syna Ai (stan na rok 2012).
Podnoszenie ciężarów zaczął uprawiać w 2000 roku w Wientianie, pod okiem trenera Oudoma Vilaysacka. W tym samym roku zadebiutował na igrzyskach paraolimpijskich, startując na zawodach w Sydney w kategorii wagowej do 48 kg. Z wynikiem 110 kg uplasował się na 12. miejscu (sklasyfikowano 13 zawodników). Następny jego start miał miejsce osiem lat później. Z wynikiem 157,5 kg zdobył pierwszy w historii medal na igrzyskach paraolimpijskich dla Laosu (zawody ukończyło 9 sztangistów). Wystąpił jeszcze na igrzyskach w Londynie, gdzie wśród 9 zawodników uplasował się na 4. miejscu. Do trzeciego miejsca Simayowi zabrakło 10 kg (jego rezultat to 155 kg). 
W 2010 roku zajął 4. miejsce na igrzyskach azjatyckich dla osób niepełnosprawnych, osiągając wynik 155 kg. Uczestniczył w igrzyskach Azji Południowo-Wschodniej osób niepełnosprawnych w kategorii do 49 kg. W 2015 roku nie ukończył zawodów, zdobył jednak brązowy medal podczas turnieju w 2017 roku (osiągnął wynik 114 kg).